# Cyanolyca
Cyanolyca là một chi chim trong họ Corvidae.

## Hình ảnh

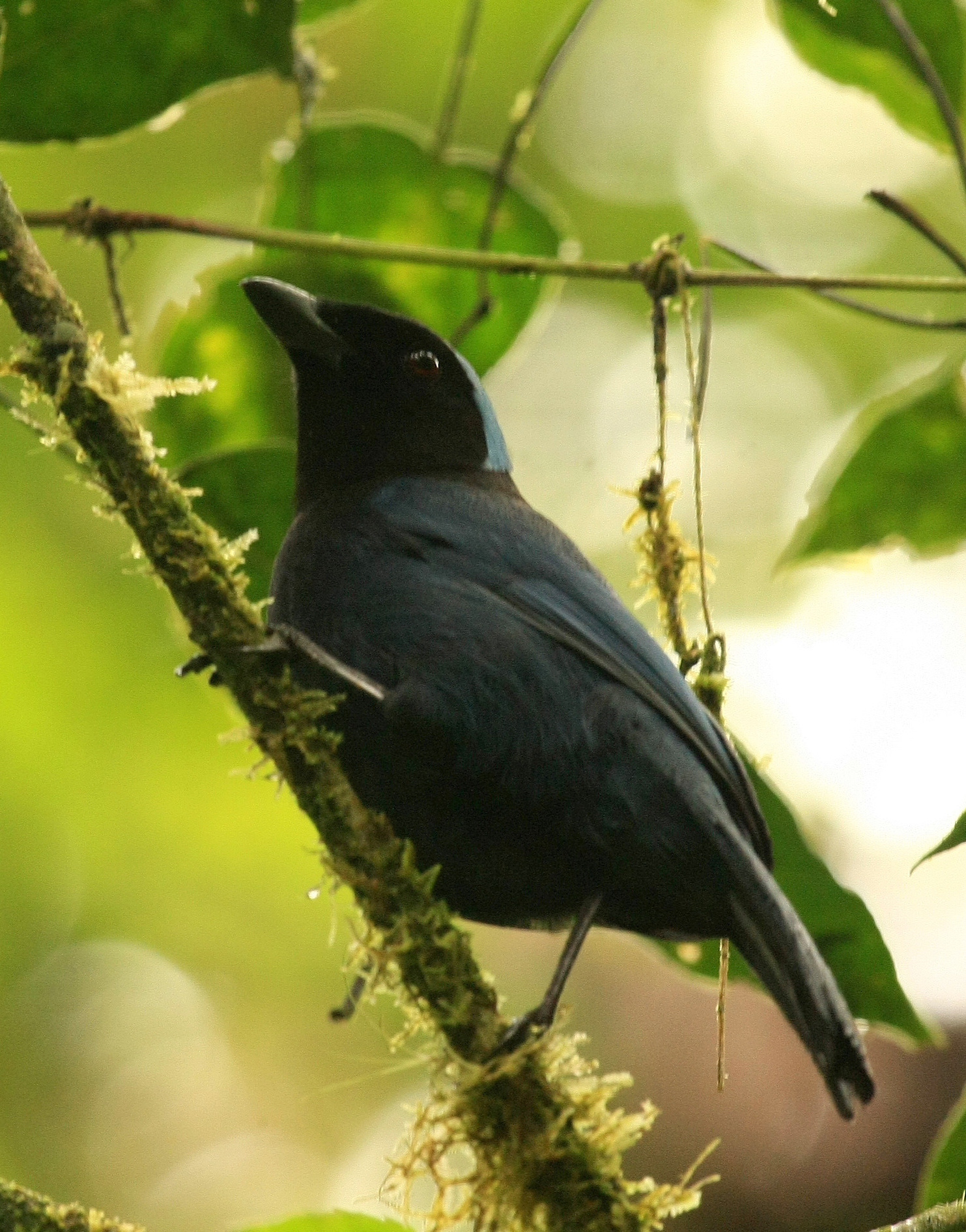
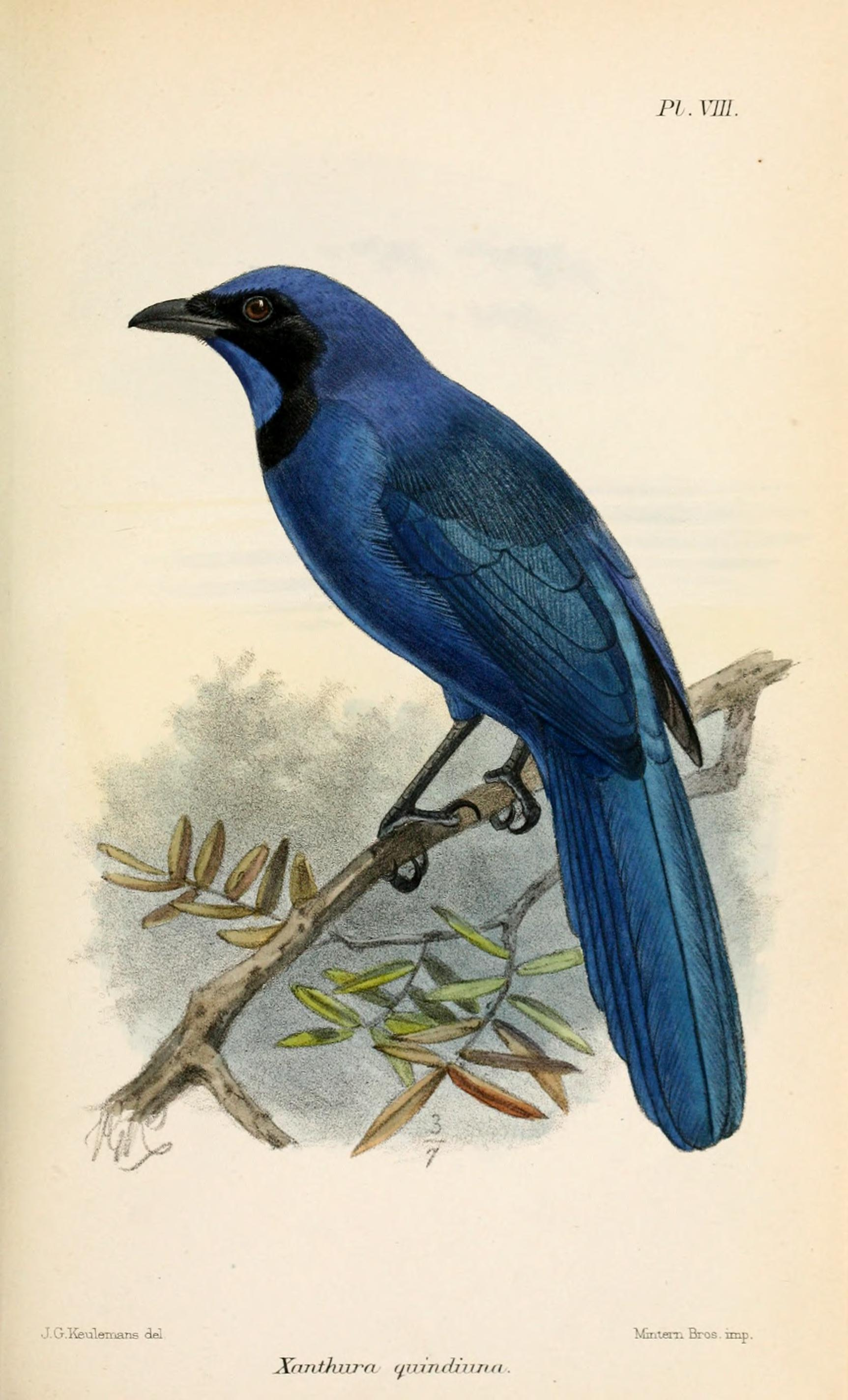
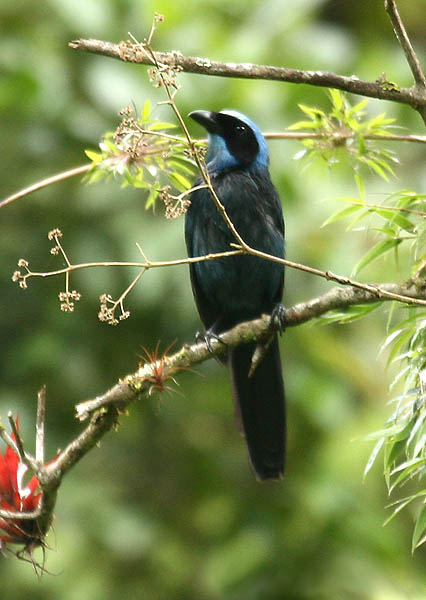